# The Fighting Redhead
The Fighting Redhead è un film del 1949 diretto da Lewis D. Collins.
È un western statunitense con Jim Bannon, Don Reynolds e Emmett Lynn. Fa parte della serie di film incentrati sul personaggio di Red Ryder, eroe del West nato da un fumetto di Stephen Slesinger e Fred Harman nel 1938 e apparso in diverse opere radiofoniche, cinematografiche e televisive.

## Produzione
Il film, diretto da Lewis D. Collins su una sceneggiatura di Paul Franklin e Jerry Thomas e un soggetto di Fred Harman, fu prodotto dallo stesso Thomas tramite la Equity Pictures Corporation e girato a Santa Clarita e nell'Iverson Ranch a Chatsworth, Los Angeles, California, nel giugno 1949. Il titolo di lavorazione fu West of Devil's Hole.

## Distribuzione
Il film fu distribuito negli Stati Uniti dal 5 ottobre 1949 al cinema dalla Eagle-Lion Films.

## Promozione
Le tagline sono:
- OUTLAW RULE TERRIFIES RANGE 'till Red Ryder writes the law in six-gun smoke!
- RED RYDER WRITES THE LAW OF THE WEST IN SIX-GUN SMOKE!
- An Outlaw Scheme To Drive Settlers Off The Range!
- Outlaws Or Settlers... WHO'LL RULE THE WEST?